# Sông Cà Ty
Sông Cà Ty là một sông ở tỉnh Bình Thuận chảy qua trung tâm thành phố Phan Thiết .

## Dòng chảy
Sông Cà Ty: Bắt nguồn từ dãy núi Ông có độ cao trên 1.300 m, chảy theo hướng Bắc – Nam, sau đó chuyển hướng theo Tây Bắc – Đông Nam đổ ra biển ở cửa Thương Chánh – Phan Thiết. Vùng thượng nguồn còn có tên gọi là sông Mương Mán, chiều dài sông Cà Ty là 65 km, diện tích lưu vực 754 km², chiều dài bình quân lưu vực là 45 km, chiều rộng bình quân lưu vực là 17 km, mật độ
lưới sông là 0,32 km/km², hệ số uốn khúc là 1,40. Độ cao lưu vực có độ cao phổ biến từ 200 – 400m. Độ dốc sông vùng thượng nguồn tương đối lớn khoảng 39%, độ dốc bình quân lưu vực khoảng 48,6‰. Lòng sông được mở rộng về phía cửa ra không lớn, sông chảy một lòng từ thượng 
nguồn đến cửa ra. Vùng núi của lưu vực tương đối ngắn nhưng chiều ngang lớn 
và thu hẹp về phía hạ lưu. Trên nhánh sông Móng tại xã Hàm Thạnh, huyện Hàm Thuận Nam đã xây dựng hồ chứa nước Sông Móng với dung tích 37 triệu m³.
Sông dài 65 km, diện tích lưu vực 753 km², độ cao trung bình 159 m, độ dốc 11,2%, mật độ lưới sông 0,32 km/km² .
Thượng nguồn sông là một mạng sông suối phức tạp với nhiều tên gọi, ở vùng núi các xã Mỹ Thạnh, Hàm Cần, Hàm Thạnh huyện Hàm Thuận Nam. Các dòng nguồn chảy uốn cong, từ hướng nam sau chuyển hướng đông.
Hai dòng chính là sông Ta Da và sông Móng, chảy theo hướng đông và hợp lưu ở phía đông xã Hàm Thạnh thành sông Cà Ty . 10°58′11″B 107°55′38″Đ / 10,96972°B 107,92722°Đ
Từ đây sông chảy hướng gần đông qua xã Mương Mán huyện Hàm Thuận Nam, đổi hướng đông nam chảy qua trung tâm thành phố Phan Thiết và đổ ra cửa biển Cồn Chà (vịnh Phan Thiết).
Tại thành phố Phan Thiết sông tiếp nhận nước từ sông Cái (Phan Thiết) chảy từ các xã Hàm Minh, Hàm Cường tới .

## Tên gọi
Về tên gọi sông có người yêu văn nghệ cho rằng vì lưu lượng nước chảy qua một con sông là nước ngọt, nhưng nước chảy qua sông Cà Ty là nước lợ, đôi lúc là nước mặn, từ rất lâu khi người Việt tới đây sanh sống đã nhận ra điều kỳ lạ này, chính vì vậy mà họ hay nói "kỳ ta, kỳ ta", lâu dần đọc trại thành "Cà Ty" như bây giờ.
Tuy nhiên địa danh bắt đầu với từ "Cà" là phổ biến trong tiếng Việt, tiếng Chăm và tiếng của nhiều dân tộc khác. Tại Ninh Thuận và Bình Thuận còn có Cà Ná, Cà Đú,... Đất Mũi có hẳn một tỉnh Cà Mau. Tại Hà Nội có sông Cà Lồ. Còn chuyện "nước mặn nước lợ" thì từ cửa biển trờ vào vài km xảy ra ở mọi sông vùng nam Trung Bộ. Đó là do lưu lượng mùa nước và mùa khô quá khác nhau.